# Van Zijstweg 51
Het pand Van Zijstweg 51, ook bekend als het Huis(je) van Mien, is een voormalige hovenierswoning in de stad Utrecht die staat tussen de Jaarbeurs en de Veilinghaven. Het pand werd tussen 1996 en 2019 bedreigd met sloop.
Het huis werd gebouwd rond 1875, toen het Merwedekanaal nog niet was aangelegd. Het werd betrokken door de hoveniersfamilie De Groot. Bij de aanleg van de Veilinghaven bleef het huis gespaard, en rond 1927 werd het in art-decostijl verbouwd naar ontwerp van de Utrechtse architect J. Wentinck. 
In 1996 kocht de gemeente het pand met de bedoeling het te slopen. Voorwaarde was dat Mien de Groot (1912-1998), die in het huis was geboren en nooit ergens anders had gewoond, erin mocht blijven wonen. De Van Zijstweg, die oorspronkelijk aan de voorkant van het huis liep, werd verlegd naar de achterzijde. Na haar dood, twee jaar later, werd het pand gekraakt. Het raakte ernstig verwaarloosd, de gemeente pleegde geen enkel onderhoud omdat het huis zou worden gesloopt.
Monumentenbeschermers maakten bezwaar tegen de sloopplannen vanwege de status van laatste hovenierswoning en de art-deco kenmerken. Het pand werd in 2007 voor het publiek  opengesteld tijdens Open Monumentendag en voor een huiskamerconcert.
In 2012 werden plannen voor de aanleg van een HOV-baan in de Van Zijstweg concreet. De gemeente wilde het huis daarvoor alsnog slopen. Bij onderzoek naar een mogelijke verplaatsing van het huis bleek deze optie te kostbaar. Onder andere de Vereniging Oud-Utrecht en GroenLinks streden voor behoud. Ze wezen daarbij vooral op het interieur met bedsteden, opkamers en de trap in art-deco stijl.
Op 17 september 2019 heeft het Utrechts stadsbestuur de hovenierswoning ten lange leste aangewezen als beschermd gemeentelijk monument. Ze erkende de cultuurhistorische waarde van de woning en het belang als herinnering aan de agrarische geschiedenis van het gebied. Het gemeentelijk eigendom stond in 2022 nog steeds te verkrotten.